# Préxaspe
Pour le courtisan, voir Prexaspe (courtisan de Cambyse).
 (septembre 2023).
Si vous disposez d'ouvrages ou d'articles de référence ou si vous connaissez des sites web de qualité traitant du thème abordé ici, merci de compléter l'article en donnant les références utiles à sa vérifiabilité et en les liant à la section « Notes et références ».
Préxaspe est l'un des deux généraux perses de Xerxès Ier, avec Mégabaze, qui dirige l'aile droite de la flotte battue par Thémistocle à la bataille de Salamine en 480 av. J.-C.